# 伊比利亞山脈
伊比利亞山脈（西班牙語：Sistema Ibérico），是西班牙的山脈，長524公里、寬478公里，面積103,927平方公里，最高點海拔高度2,313米的蒙卡約山，山體由石灰岩、砂岩和石英岩組成。